# Finale de la Coupe des confédérations 1999
 (février 2023).
Si vous disposez d'ouvrages ou d'articles de référence ou si vous connaissez des sites web de qualité traitant du thème abordé ici, merci de compléter l'article en donnant les références utiles à sa vérifiabilité et en les liant à la section « Notes et références ».
 (septembre 2023).
La mise en forme du texte ne suit pas les recommandations de Wikipédia : il faut le « wikifier ».
Les points d'amélioration suivants sont les cas les plus fréquents. Le détail des points à revoir est peut-être précisé sur la page de discussion.
- Les titres sont pré-formatés par le logiciel. Ils ne sont ni en capitales, ni en gras.
- Le texte ne doit pas être écrit en capitales (les noms de famille non plus), ni en gras, ni en italique, ni en « petit »…
- Le gras n'est utilisé que pour surligner le titre de l'article dans l'introduction, une seule fois.
- L'italique est rarement utilisé : mots en langue étrangère, titres d'œuvres, noms de bateaux, etc.
- Les citations ne sont pas en italique mais en corps de texte normal. Elles sont entourées par des guillemets français : « et ».
- Les listes à puces sont à éviter, des paragraphes rédigés étant largement préférés. Les tableaux sont à réserver à la présentation de données structurées (résultats, etc.).
- Les appels de note de bas de page (petits chiffres en exposant, introduits par l'outil «  Source ») sont à placer entre la fin de phrase et le point final[comme ça].
- Les liens internes (vers d'autres articles de Wikipédia) sont à choisir avec parcimonie. Créez des liens vers des articles approfondissant le sujet. Les termes génériques sans rapport avec le sujet sont à éviter, ainsi que les répétitions de liens vers un même terme.
- Les liens externes sont à placer uniquement dans une section « Liens externes », à la fin de l'article. Ces liens sont à choisir avec parcimonie suivant les règles définies. Si un lien sert de source à l'article, son insertion dans le texte est à faire par les notes de bas de page.
- La présentation des références doit suivre les conventions bibliographiques. Il est recommandé d'utiliser les modèles {{Ouvrage}}, {{Chapitre}}, {{Article}}, {{Lien web}} et/ou {{Bibliographie}}. Le mode d'édition visuel peut mettre en forme automatiquement les références.
- Insérer une infobox (cadre d'informations à droite) n'est pas obligatoire pour parachever la mise en page.

Pour une aide détaillée, merci de consulter Aide:Wikification.
Si vous pensez que ces points ont été résolus, vous pouvez retirer ce bandeau et améliorer la mise en forme d'un autre article.
La finale de la Coupe des confédérations 1999 est une rencontre sportive de football. Le match se joue le 4 août 1999 à 21 h CST (heure locale) au Stade Azteca à Mexico. Elle voit s'affronter l'équipe du Mexique et l'équipe du Brésil. Le Mexique s'impose 4 buts à 3 face à Seleção. El Tricolor gagne ainsi son premier tournoi intercontiental.

## Présentation

### Mexique
Le Mexique s'impose 5 - 1 lors de son premier match contre l'Arabie saoudite, puis arrache le nul en fin de match contre l'Égypte (2 buts partout), et bat enfin la Bolivie 1 - 0. Vainqueur de son groupe, le Mexique est opposé en demi-finale aux États-Unis. Les Mexicains l'emportent 1 - 0 sur un but en or, marqué à la 97e minute. Il s'agit de la première finale intercontinentale pour le Mexique ou un représentant de la CONCACAF.

### Brésil
Les champions en titre débutent la compétition par une victoire 4 - 0 contre l'Allemagne. Puis enchaînent deux victoires contre les États-Unis (1 - 0) puis la Nouvelle-Zélande pour faire le plein de points dans leur groupe. En demi-finale, ils surclassent l'Arabie saoudite 8 - 2.
C'est la deuxième finale de coupe des confédérations consécutive pour le Brésil après celle remportée en 1997.

## Parcours respectifs
|   | Équipe          | Pts | J | G | N | P | BP | BC | Diff |
| 1 | Mexique         | 7   | 3 | 2 | 1 | 0 | 8  | 3  | +5   |
| 2 | Arabie saoudite | 4   | 3 | 1 | 1 | 1 | 6  | 6  | 0    |
| 3 | Bolivie         | 2   | 3 | 0 | 2 | 1 | 2  | 3  | -1   |
| 4 | Égypte          | 2   | 3 | 0 | 2 | 2 | 5  | 9  | -4   |

|   | Équipe           | Pts | J | G | N | P | BP | BC | Diff |
| 1 | Brésil           | 9   | 3 | 3 | 0 | 0 | 7  | 0  | +7   |
| 2 | États-Unis       | 6   | 3 | 2 | 0 | 1 | 4  | 2  | +2   |
| 3 | Allemagne        | 3   | 3 | 1 | 0 | 2 | 2  | 6  | -4   |
| 4 | Nouvelle-Zélande | 0   | 3 | 0 | 0 | 3 | 1  | 6  | -5   |

## Finale
Cette finale voit la première victoire du Mexique face au Brésil en finale d'un tournoi de la FIFA. Le Mexique n'avait jamais remporté de tournoi majeur en dehors de sa zone continentale.
| Mercredi 4 août 1999                       | Mexique                                            | 4 - 3 | Brésil                                          | Stade Azteca, Mexico                           |                                                |
| 21 h 0 (UTC-6) · Historique des rencontres | Zepeda 13e · Abundis 28e · Zepeda 51e · Blanco 62e |       | 43e (pen.) Serginho · 47e Rôni · 63e Zé Roberto | Spectateurs : 110 000 Arbitrage : Anders Frisk | Spectateurs : 110 000 Arbitrage : Anders Frisk |
| 21 h 0 (UTC-6) · Historique des rencontres | Rapport                                            |       |                                                 | Spectateurs : 110 000 Arbitrage : Anders Frisk | Spectateurs : 110 000 Arbitrage : Anders Frisk |

| Mexique | Brésil |

| MEXIQUE :       |    |                     |     |     |
|                 |    |                     |     |     |
| Gardien de but  | 01 | Jorge Campos        |     |     |
|                 | 18 | Salvador Carmona    |     |     |
|                 | 04 | Rafael Márquez      | 21e |     |
|                 | 02 | Claudio Suárez      | 74e |     |
|                 | 06 | Germán Villa        |     |     |
|                 | 13 | Pável Pardo         |     |     |
|                 | 19 | Miguel Zepeda       |     | 83e |
|                 | 07 | Ramón Ramírez       |     |     |
|                 | 10 | Cuauhtémoc Blanco   | 50e |     |
|                 | 09 | José Manuel Abundis | 11e |     |
|                 | 17 | Francisco Palencia  |     | 70e |
| Remplaçants :   |    |                     |     |     |
|                 | 14 | Isaac Terrazas      |     | 70e |
|                 | 16 | Jesús Arellano      |     | 83e |
| Sélectionneur : |    |                     |     |     |
| Manuel Lapuente |    |                     |     |     |

| BRÉSIL :             |    |                  |            |     |
|                      |    |                  |            |     |
| Gardien de but       | 01 | Dida             |            |     |
|                      | 03 | Odvan            |            |     |
|                      | 04 | João Carlos      | 46e, 90+2e |     |
|                      | 06 | Serginho         |            |     |
|                      | 08 | Emerson          |            |     |
|                      | 05 | Flávio Conceição |            |     |
|                      | 20 | Vampeta          |            |     |
|                      | 11 | Zé Roberto       | 5e         | 82e |
|                      | 17 | Beto             |            | 45e |
|                      | 07 | Ronaldinho       |            |     |
|                      | 10 | Alex             |            |     |
| Remplaçants :        |    |                  |            |     |
|                      | 18 | Rôni             |            | 45e |
|                      | 19 | Warley           |            | 82e |
| Sélectionneur :      |    |                  |            |     |
| Vanderlei Luxemburgo |    |                  |            |     |

| Assistants : Fernando Treasco Gracia Awni Hassouneh |